# Impi

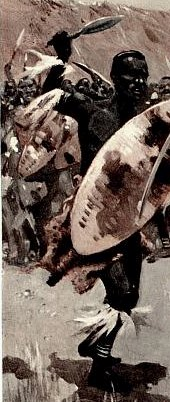
El impi era una formación militar autóctona que transformó el mapa geopolítico del sur de África, extendiendo su influencia inclusive en las zonas orientales y centrales de África. Su gran desarrollo tuvo lugar bajo el mando de Shaka, iniciador de varias e importantes innovaciones organizacionales, en cuanto al armamento y táctica.

Impi es una palabra zulú para designar a un conjunto de hombres armados. Sin embargo, en occidente a menudo se la utiliza para referirse a un regimiento zulú, el cual es denominado ibutho en zulú. Sus comienzos se remontan a las costumbres guerreras tribales, cuando peleaban grupos de hombres armados llamados impis. El rey zulú Shaka realizó grandes mejoras y sistematizó sus tácticas y equipamiento, Shaka era hijo exiliado ilegítimo del rey Senzangakona, y demostró por primera vez sus grandes capacidades como  general en el ejército del rey mthethwa Dingiswayo durante la guerra mthethwa-ndwandwe a comienzos de la década de 1810.

## Génesis del impi
El impi zulú es identificado como asociado al éxito de Shaka, jefe de una relativamente pequeña tribu zulú antes de imponerse a todo lo ancho del sur de África. Sin embargo, según algunos historiadores (Morris 1965), la estructura primigenia de este instrumento de guerra se remonta a las innovaciones del jefe de los mwetha, Dingiswayo. Estas innovaciones a su vez se basaron en costumbres tribales existentes, tales como el iNtanga. Esta era una antigua tradición entre muchos grupos bantúes de la región sur del continente. Los jóvenes eran organizados en grupos de acuerdo a su edad, cada cohorte era responsable de ciertas tareas y ceremonias tribales. Periódicamente, los grupos de mayor edad eran convocados a los kraals de los subjefes, o inDunes para consultas, designación de tareas, y una ceremonia de inducción que marcaba la transición de la niñez a adultos y guerreros, los ukuButbwa. Los mayores o ancianos del kraal o del asentamiento se ocupaban de manejar las disputas y problemas locales. Por sobre ellos se ubicaban los inDunas, al mando del jefe de un grupo particular del clan o tribu. Los indunas se ocupaban de gestionar temas administrativos en nombre de sus jefes - desde la resolución de disputas, hasta la recolección de impuestos. En épocas de guerra, los inDunas supervisaban las luchas de los hombres en sus zonas, asumiendo el liderazgo de las fuerzas militares convocadas al combate. Los iNtangas, bajo la guía de los inDunas, formaban la base de la organización sistemática de los regimientos que sería denominada impi.

## Ascenso e innovaciones de Shaka
Shaka demostró ser uno de los guerreros más hábiles de Dingiswayo, luego de que fuera convocado con otros jóvenes de su edad a servir en las fuerzas Mthethwa. Durante sus comienzos combatió con su regimiento iziCwe allí donde fuera asignado, pero desde el principio, la forma en que Shaka se involucraba en la batalla no obedecía al patrón tradicional. Comenzó a implementar sus métodos y estilo propio, diseñó la famosa lanza corta de ataque la iKlwa (o assegai), un escudo más largo y más fuerte, y se deshizo de las sandalias de cuero de buey ya que consideraba reducían su velocidad. Estos métodos demostraron ser eficaces al ser ensayados en pequeña escala, pero su jefe limitaba a Shaka. Su concepción de la lucha era mucho más extrema que los métodos reconciliatorios de Dingiswayo. Shaka planteaba desarrollar el combate de forma que tuviera un desenlace rápido y sangriento, en contraposición con los duelos entre campeones individuales, avanzadillas dispersas, o escaramuzas limitadas con un breve número de heridos. Mientras Dingiswayo su mentor y jefe estuvo vivo, los métodos de Shaka se aplicaron muy poco, pero al asumir Shaka la posición de liderazgo dispuso de libertad para desarrollar sus ideas. Fue bajo su comando que se organizó un modelo mucho más riguroso de guerra tribal. Esta metodología moderna y brutal requería de cambios en las armas, organización y tácticas.

### Armas y escudos

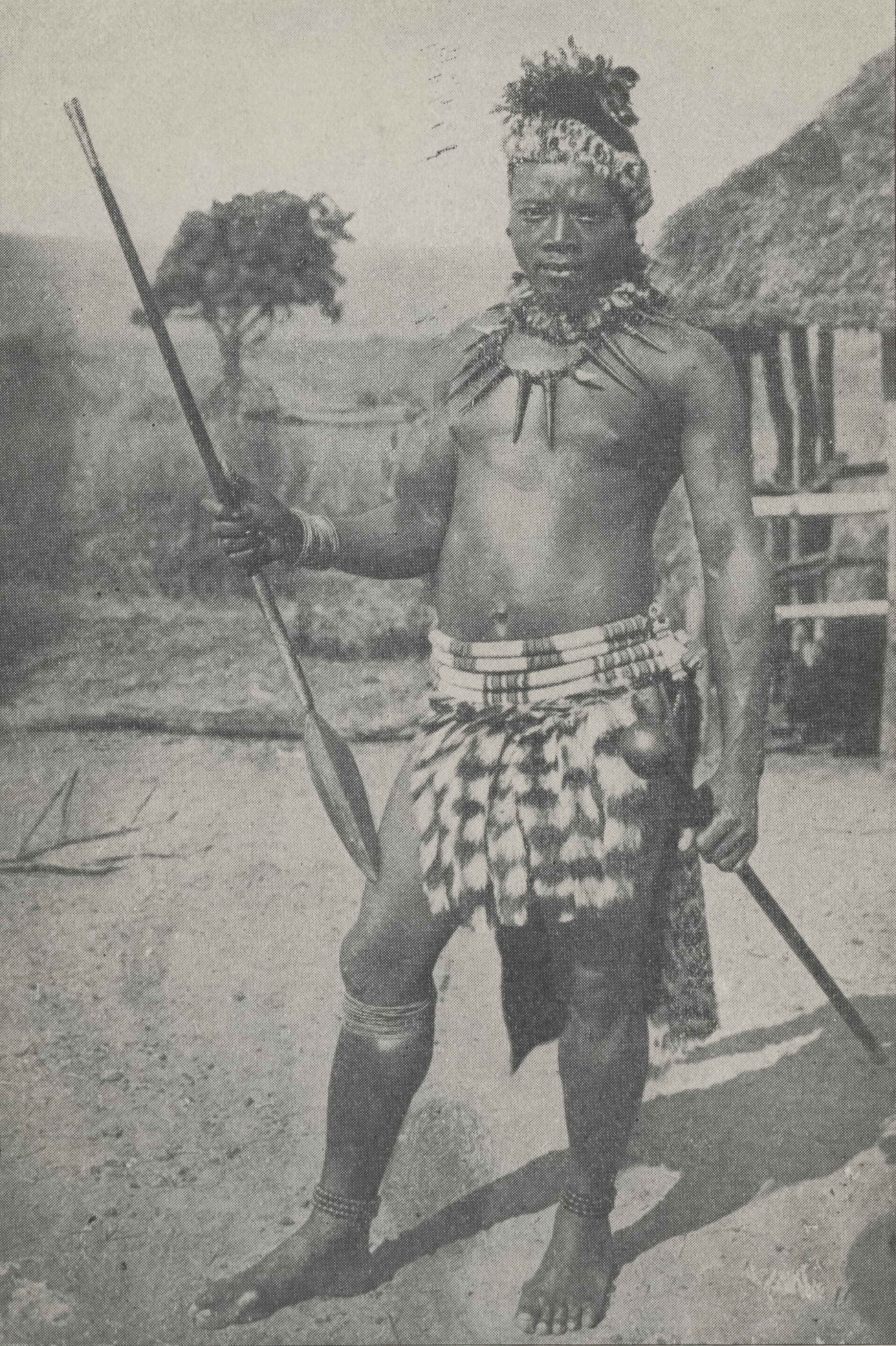
Guerrero zulú armado con la lanza de ataque iklwa (assegai) y mazo iwisa. Su falda está confeccionada con colas de genetta.

Se le da crédito a Shaka por haber introducido una nueva variante de un arma tradicional, descartando la larga lanza de arrojar y reemplazándola por una lanza corta de ataque con una hoja pesada que se utilizaba como una espada o pincho en el ataque cuerpo a cuerpo.  Se dice que también introdujo un gran escudo pesado construido de cuero de vaca (isihlangu), y que entrenó a sus regimientos para trenzarse con el enemigo en combate cuerpo a cuerpo en forma más efectiva. La lanza de arrojar no fue descartada, pero se la estandarizó como un implemento para pinchar y llevarla como elemento tipo misil, utilizada por lo general al comienzo de los enfrentamientos, antes del contacto cercano. Estos cambios en las armas se integraban con y facilitaban una movilidad más agresiva y una organización táctica diferente.
El guerrero zulú llevaba como armas la lanza de ataque iklwa (su extravío podía ser castigado con la ejecución) y el mazo hecho o de madera dura denominado iwisa por los zulúes, para golpear a los enemigos. Los oficiales zulúes a menudo llevaban un hacha zulú, pero esta arma era en realidad más un símbolo de su rango. La iklwa - denominada así a causa del sonido de succión que producía al ser extraída de un cuerpo humano - con su larga (c. 25 cm) y ancha cuchilla fue una invención de Shaka y reemplazó a la antigua jabalina ipapa (denominada así por el sonido "pa-pa" que se escuchaba cuando volaba por el aire). En teoría se la podía utilizar en la lucha de corta distancia y como un arma de lanzar, pero mientras Shaka reinó se les prohibía a los guerreros que las arrojaran, ya que quedarían desarmados y les darían a los oponentes algo para arrojarles. Además, Shaka consideraba que la lanza larga desalentaba a los guerreros de trenzarse en combates cuerpo a cuerpo. El hermano y sucesor de Shaka, Dingane propugnó un mayor uso de la jabalina, tal vez para intentar contrarrestar las armas de fuego de los bóeres. 
Apenas Shaka comenzó a reinar, los zulúes consiguieron algunas armas de fuego, a menudo mosquetes obsoletos y rifles, mediante comercio con los europeos.  Tras la derrota británica en Isandlwana, los zulúes capturaron muchos rifles Martini-Henry junto con gran cantidad de municiones. Es discutible si la posesión de las armas de fuego ofrecía una ventaja a causa de la tendencia de los guerreros zulúes de cerrar los ojos al disparar estas armas.  El contar con armas de fuego no afectó las tácticas zulúes, que continuaron basándose en una aproximación rápida al enemigo para poder trenzarse en un combate de proximidad.
Todos los guerreros llevaban un escudo construido con piel de buey, la cual mantenía el pelo, poseía un travesaño de refuerzo central de madera, el mgobo. Los escudos eran propiedad del rey; cuando no se los utilizaba se los almacenaba en estructuras especiales, lejos del suelo para protegerlos contra los insectos y alimañas. El gran escudo isihlangu utilizado en la época de Shaka media casi 150 cm de largo y posteriormente fue reemplazado por el umbumbuluzo, que tenía un diseño similar pero más pequeño de casi 1 m de largo. El combate cuerpo a cuerpo dependía del uso coordinado de la iklwa y el escudo. El guerrero buscaba insertar el borde de su escudo detrás del borde del escudo del oponente, de forma de poder desplazarlo al costado y abrir la defensa para lanzar un profundo ataque con la iklwa hacia el abdomen o el pecho.

### Logística
La unidad de desplazamiento rápido, al igual que todas las otras formaciones militares, requería de suministros. Los suministros eran provistos por jóvenes, que eran asignados a una unidad y transportaban las raciones, elementos de cocina, alfombrillas para dormir, armas adicionales y otros materiales. A veces el ganado era desplazado como un suministro móvil. Este esquema de hecho no era extraño a las costumbres locales. Lo que lo diferenciaba era la sistematización y la organización, un patrón que arrojaba mayores beneficios cuando los zulúes eran despachados en misiones de ataque.

### Sistema de regimiento basado en la edad
En la cultura tribal bantú eran comunes los grupos de diverso tipo organizados por edades, y aún hoy en día son importantes en la mayor parte de África. Los jóvenes agrupados por edades eran responsables de diversas actividades, desde vigilar el campo, a ser pastores del ganado, hasta atender ciertos rituales y ceremonias. Era costumbre en la cultura zulú que los hombres jóvenes le prestaran ciertos servicios limitados a los jefes locales hasta que se casaran y fueran reconocidos como jefes de un hogar. Shaka manipuló este sistema, transfiriendo el servicio que se estilaba reportara a los líderes regionales del clan a que reportara a su persona, reforzando su hegemonía personal. Estas agrupaciones basadas en la edad, no eran un servicio militar permanente y remunerado en la concepción occidental, sin embargo ellas proveían una base estable para la movilización armada recurrente, mucho mejor que las levas tribales o convocatorias para la guerra.
Shaka organizó a los distintos grupos de edades en regimientos, y los acuarteló en ciertos kraals militares especiales, donde cada regimiento tenía un nombre e insignia que lo identificaba. Algunos historiadores sostienen que esta gran organización militar representaba una carga para la economía zulú y requería de una continua expansión del reino para solventar su mantenimiento. Es posible que esto haya sido cierto ya que muchos de los hombres se encontraban separados de sus ocupaciones usuales, pero sea cual fuere su impacto, el sistema de regimientos claramente se basaba en elementos culturales tribales preexistentes que podían ser adaptados para sostener un proyecto expansionista.
Luego de cumplir 20 años de edad, los hombres jóvenes eran asignados a un ibutho (plural amabutho) o regimiento. Construían su i=handa (a menudo un refugio, por lo general en un conjunto de chozas que rodeaban un corral para el ganado), el sitio en el cual vivían cuando no estaban en servicio activo. El servicio activo continuaba hasta que el hombre se casaba, un privilegio que solo podía autorizar el rey. Los amabutho eran reclutados sobre la base de su edad y no por su origen regional o tribal. La razón era mejorar el poder centralizado del rey zulú a costa de los líderes del clan y tribales. Ellos juraban lealtad de la nación zulú.

### Movilidad, entrenamiento e insignia

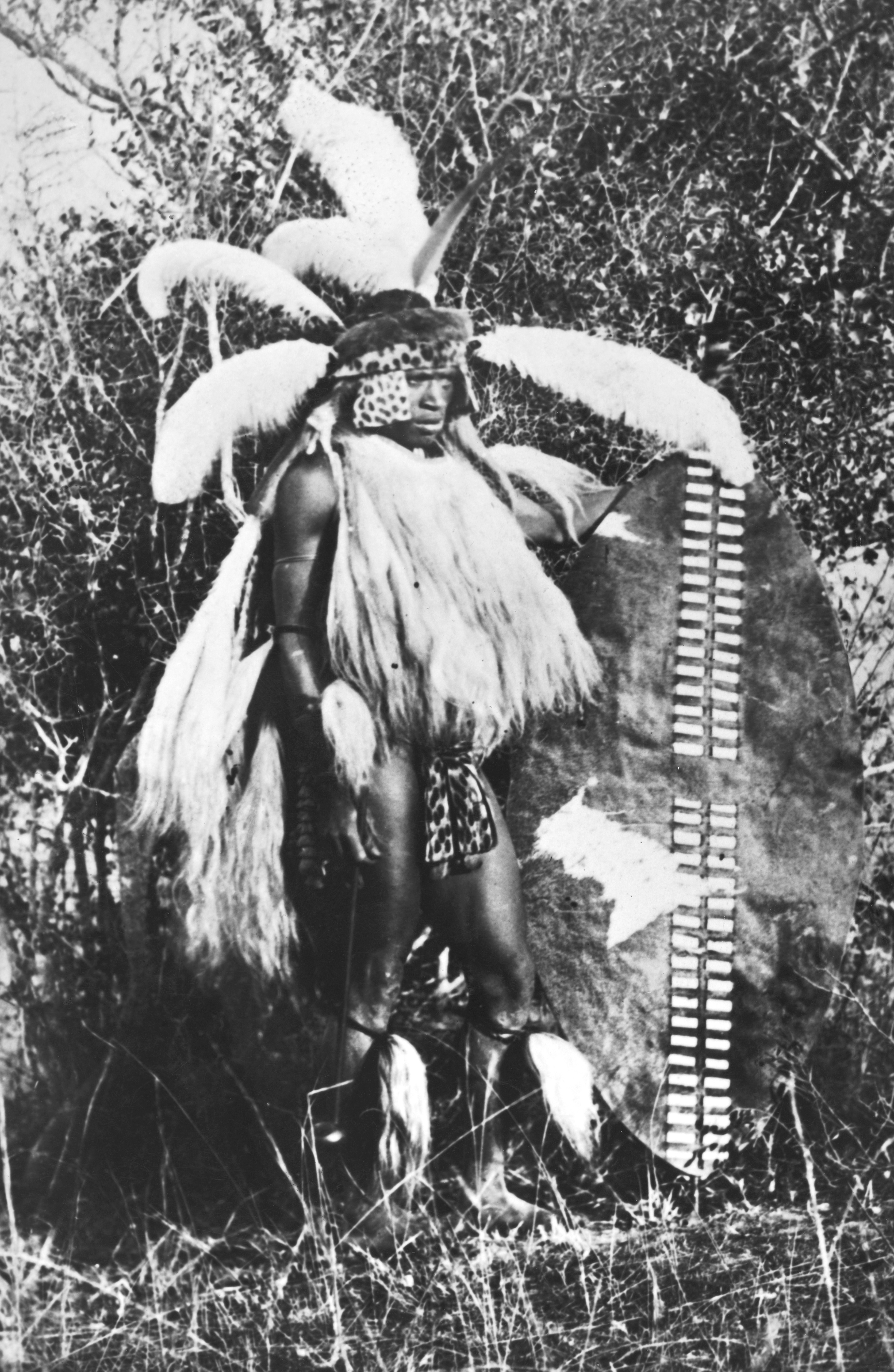
Guerrero zulú con vestimenta completa, y con el gran escudo de guerra isihlangu. c. 1860. La parte superior del cuerpo se encuentra cubierta con colas de vaca, la falda es de piel de un felino a manchas y los protectores de las piernas estaban decorados con colas de vacas. El elaborado tocado de su cabeza consistía de una vincha y solapas laterales de la cara de piel de leopardo con una banda sobrepuesta de piel de nutria. Se observan profusión de plumas de avestruz y una única pluma vertical de grulla.

Shaka decidió que sus guerreros no utilizaran sandalias para que así pudieran correr a mayor velocidad. Inicialmente la idea no fue popular, pero aquellos que la objetaron fueron ejecutados, una práctica que rápidamente hizo cambiar de parecer al resto de la tropa. Según cuenta la tradición zulú Shaka endureció los pies de sus tropas haciéndolos marchar sobre arbustos y ramas espinosas. Shaka ejercitaba con frecuencia a sus tropas, implementando marchas forzadas que cubrían más de 80 km por día. También hacia que sus tropas practicaran las tácticas de rodeo del enemigo. Este nivel de movilidad le otorgó a los zulúes una ventaja significativa en sus incursiones por la región y más allá.
Al parecer, el sistema de regimientos y entrenamiento continuó luego de la muerte de Shaka. Si bien los zulúes fueron contenidos por los bóeres, y la creciente invasión de colonos británicos, el sistema no sufrió modificaciones previas a la Guerra de 1879. Existen registros de una incursión de entrenamiento, en el mandato del Rey Mpande, para dar a sus guerreros inexpertos del regimiento uThulwana algo de experiencia en combate: un allanamiento en Suazilandia, denominado  "Fund' uThulwana"  por los zulúes, lo que se puede traducir por "Enseñar a los uThulwana". Tiende a pensarse que la experiencia pudo servir algunos años más tarde, el uThulwana es reconocido como uno de los principales regimientos que ayudó a liquidar el campo británico en  Isandlwana.
El entrenamiento de los guerreros en el Impi comenzaba a partir de los seis años de edad. Primero se unían al ejército como udibi o porteros; al estar ya enrolados, ingresaban a distintas unidades, según su edad, con diferentes funciones (intanga). Hasta que eran buta', los niños zulúes acompañaban a sus padres y hermanos en las campañas como sirvientes. Con el tiempo, se acercaban a ser ikhanda to kleza (literalmente, "Los que beben de la ubre"), ese era el momento en que muchachos pasaban a ser inkwebane, traducido como cadetes.  Una vez pasado el tiempo de entrenamiento, y ya siendo cadetes, eran formalmente enlistados por el Rey. En todo tiempo, como una forma de entrenamiento continuo, eran desafiados a combatir entre sí; por lo general, los desafíos eran aceptados, quien no lo hacía, debía cargar con el deshonor.
En los días del Rey Shaka, los guerreros llevaban un elaborado tocado de plumas y colas de vacuno; pero en el momento de la Guerra Anglo Zulú de 1879, muchos guerreros llevaban un taparrabos y un tocado muy disminuido, en ese tardío periodo Zulú, los guerreros iban sencillamente vestidos, simplemente pintados con tiza blanca, ocre o roja, a pesar de la popular creencia de guerreros usando una amplia y elaborada panoplia.
En los primeros tiempos del imperio, cada "Ibutho" poseía un arreglo singular en el tocado y los otros adornos, dando a cada regimiento un aspecto único, esto hacía fácil el reconocimiento de cada unidad, muy útil en el campo de batalla para impartir las órdenes respectivas. En la actualidad, la tenida "De Gala" sólo se utiliza en contadas ocasiones festivas. Los hombres de los regimientos veteranos, en adición a su tocado, utilizan una especie de cintillo o corona de piel, llamado "isicoco", que los identifica como hombres casados.
También existió un sistema de graduación de acuerdo al color del escudo, mientras más veterano un regimiento, más claro el color de este, siendo los novatos quienes usaban escudos de capa oscura. El regimiento personal del Rey Shaka, el "uFasimba" (La Neblina), sólo usaba escudos blancos con un único y pequeño parche color oscuro; esta uniformidad en el color de sus escudos, se vio facilitada por la costumbre de separar el ganado del rey, en función de los colores de la capa de los animales.
Algunos adornos eran otorgados a cada guerrero de forma individual, a modo de condecoración, de acuerdo a lo demostrado en combate. Esto incluía un tipo de anillo o esclava para el brazo, el ingxotha, confeccionado en latón o cuero, y un intrincado collar o pectoral, compuesto por la interposición de pequeños y livianos trozos de madera. Ambos elementos eran orgullosamente lucidos por sus poseedores.